# Onthophagus bituber
Onthophagus bituber là một loài bọ cánh cứng trong họ Bọ hung (Scarabaeidae).